# بوبان بوژوویچ
بوبان بوژوویچ (انگلیسی: Boban Božović؛ زادهٔ ۲۴ نوامبر ۱۹۶۳) بازیکن فوتبال اهل یوگسلاوی بود.
از باشگاه‌هایی که در آن بازی کرده‌است می‌توان به باشگاه فوتبال سارایوو و باشگاه فوتبال لانس اشاره کرد.
وی همچنین در تیم ملی فوتبال یوگسلاوی بازی کرده‌است.